# مارلان اسکولی
 مارلان اسکولی (انگلیسی: Marlan Scully؛ زاده ۳ اوت ۱۹۳۹) یک دانشمند اهل ایالات متحده آمریکا است.